# Demi-Lee Brennan
Demi-Lee Brennan é uma australiana, que após ter feito um transplante de fígado, seu organismo reorganizou-se, mudando seu tipo sanguíneo e seu sistema imunológico.

## Histórico
Aos nove anos Demi-Lee teve que passar por um transplante de fígado pois tinha insuficiência hepática. Aos quinze anos a menina, surpreendeu os médicos do Sydney's Westmead Children's Hospital, tendo seu sistema imunológico substituído pelo doador.